# Brachylophus
Genul Brachylophus cuprinde patru specii extante de iguanide originare din insulele Fiji și o specie dispărută din Tonga, în Pacificul de Sud-Vest. Una dintre speciile extante, Brachylophus fasciatus, a fost introdusă în Tonga de către oameni.

## Etimologie și taxonomie
Numele Brachylophus provine din două cuvinte grecești: „brachys” (βραχύς), care se traduce prin „scurt”, și „lophos” (λόφος), care înseamnă „creastă” sau „penaj”. Această denumire face referire la crestele scurte și spinoase care se întind de-a lungul spatelui acestor iguane deosebite.
Din punct de vedere geografic, speciile Brachylophus sunt cele mai izolate iguane din lume, fapt care a reprezentat mult timp o enigmă biogeografică. Cele mai apropiate rude extante ale lor sunt prezente în principal în regiunile tropicale din America și în insulele din Galapagos și Antilele Mici și Mari. Mai multe dintre aceste genuri sunt adaptate la biomurile xerice. Dovezile filogenetice susțin că descendența Brachylophus a deviat de restul Iguanidelor în Eocenul târziu, în urmă cu aproximativ 35 de milioane de ani. De fapt, este al doilea cel mai bazal gen extant din familia Iguanidelor, fiind întrecut doar de Dipsosaurus, care a divergat mai devreme.
Există o ipoteză care încearcă să explice acest puzzle biogeografic, bazată în parte pe o dată de divergență estimată la aproximativ 35 de milioane de ani în urmă. Această ipoteză sugerează că speciile Brachylophus sunt descendenții unui grup mai răspândit, dar în prezent dispărut, de iguanide din Lumea Veche. Aceste iguane ar fi migrat pe uscat din Lumea Nouă în Asia sau Australia, iar apoi s-ar fi dispersat prin derivă continentală, plutărit și/sau poduri terestre până la actuala lor locație îndepărtată. Cu toate acestea, nu a fost găsită nicio altă specie fosilă sau extantă din această descendență presupusă până în prezent în Asia de Sud-Est, în Australasia sau în Pacificul de Vest, în afară de Fiji și Tonga. Această ipoteză ar putea fi sprijinită de faptul că insulele Fiji și Tonga, unde se găsesc speciile Brachylophus, se află la intersecția a două mari plăci tectonice, Placa Indo-Australiană și Placa Pacifică. Această zonă este cunoscută pentru activitatea seismică și vulcanică intensă, ceea ce ar fi putut crea poduri terestre temporare între insulele din regiune.
Există și o ipoteză secundară, care este și cea mai larg acceptată, conform căreia speciile Brachylophus ar fi evoluat din iguanele din Lumea Nouă care au traversat cu plută 10.000 de kilometri spre vest prin Oceanul Pacific, cu ajutorul Curentului Ecuatorial de Sud. Deși o călătorie cu plută de patru luni sau mai mult poate părea neverosimilă, strămoșii lui Brachylophus ar fi putut fi preadaptați pentru o astfel de călătorie, având nevoi de apă care pot fi satisfăcute doar prin hrană, precum și perioade relativ lungi de incubație a ouălor.
Această ipoteză este sprijinită de faptul că există exemple cunoscute de animale care au traversat oceane întregi pe plută, cum ar fi șobolanii de pol, care au colonizat Antarctica din America de Sud, sau cățeii vagabonzi care au ajuns pe insula Ascension din Africa. De asemenea, speciile Brachylophus sunt adaptate la viața în arbori și ar fi putut să se agațe de resturile de vegetație sau să se adapteze la viața pe plută în timpul călătoriei lor.

### Specii extante
| Imagine | Denumire științifică   | Denumire comună            | Habitat natural                                          |
| ------- | ---------------------- | -------------------------- | -------------------------------------------------------- |
|         | Brachylophus bulabula  | Iguana cu benzi din Fiji   | Nord-vestul insulelor Fiji (Ovalau, Kadavu și Viti Levu) |
|         | Brachylophus fasciatus | Iguana cu benzi            | Insulele Fiji orientale                                  |
|         | Brachylophus gau       | Iguana Gau                 | Insula Gau                                               |
|         | Brachylophus vitiensis | Iguana cu creastă din Fiji | Insulele nord-vestice din arhipelagul Fijiian            |

În trecut, pe insulele Tonga exista o specie gigantică din genul Brachylophus, denumită Brachylophus gibbonsi, care avea o mărime și constituție asemănătoare cu cea a iguanelor din genul Cyclura. Această specie a dispărut în preistorie din cauza prădătorilor umani și a animalelor domestice ale acestora. O altă iguană dispărută și mai mare, dintr-un gen separat numit Lapitiguana, a existat și în Fiji în trecut.